# Crocidophora distinctalis
Crocidophora distinctalis là một loài bướm đêm trong họ Crambidae.